# Carl Weitbrecht

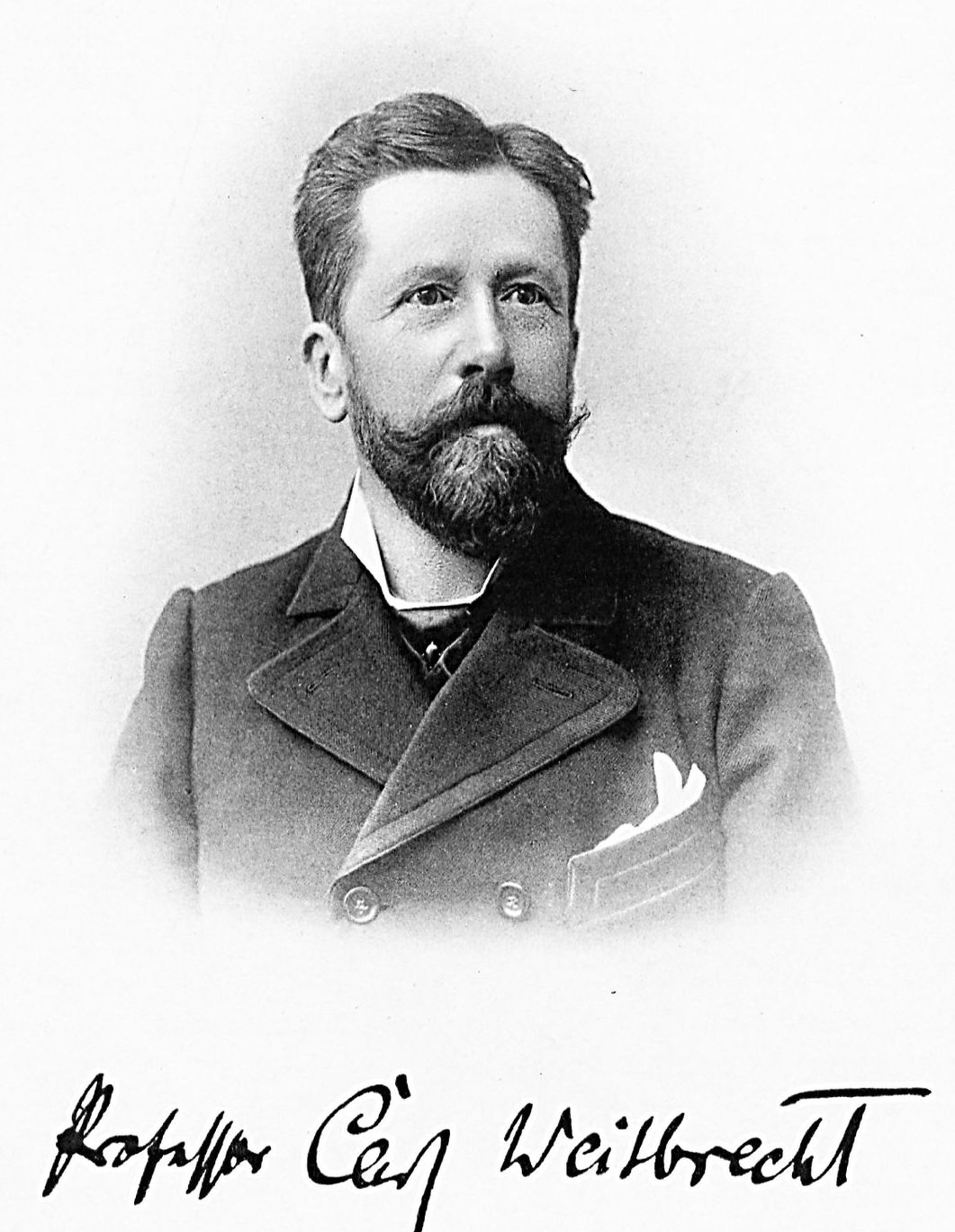
Carl Weitbrecht (1904)

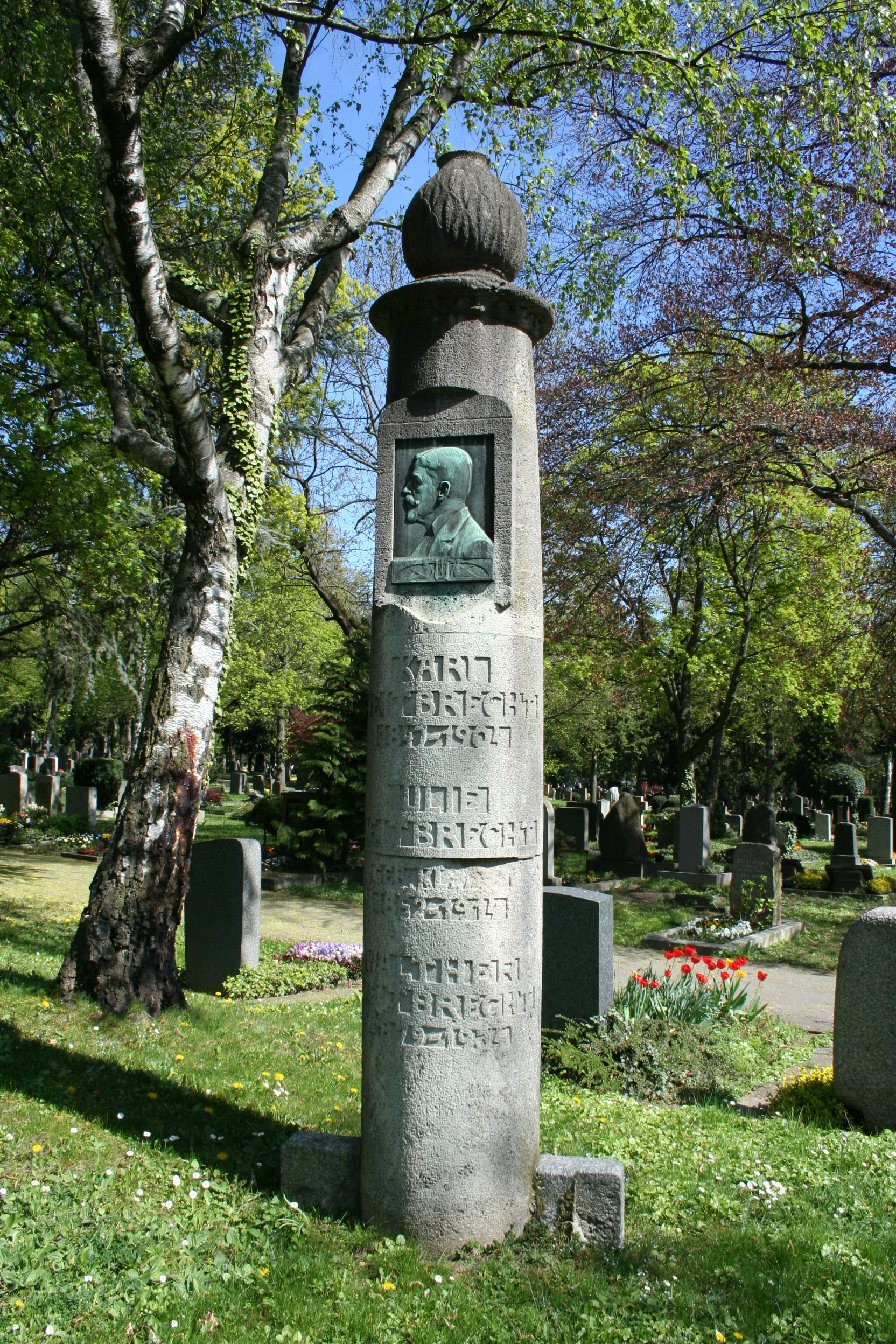
Grab auf dem Pragfriedhof

Carl (Theodor) Weitbrecht (* 8. Dezember 1847 in Neuhengstett; † 10. Juni 1904 in Stuttgart) war ein deutscher Diakon, Schriftsteller und Literaturhistoriker sowie Hochschullehrer und Rektor an der Technischen Hochschule Stuttgart. 

## Leben und Wirken
Weitbrecht stammte aus dem Schorndorfer Zweig der Weitbrecht-Familie und war der Sohn des Pfarrers Karl Gottlob Weitbrecht (1810–1886) und der Julie Finckh (1823–1893). Während seines Studiums wurde er 1865 Mitglied der Burschenschaft Arminia Tübingen. Zudem war er Mitglied der Studentenverbindung Normannia. Nach dem Studium der Theologie und der Germanistik an der Universität Tübingen nahm Weitbrecht zunächst ab 1874 eine Stelle als Diakon in Schwaigern bei Heilbronn an. Im Jahr 1886 folgte er dann einem Ruf nach Zürich, um eine Stelle als Rektor der höheren Töchterschule, der heutigen Kantonsschule Hohe Promenade und des dortigen Lehrerinnenseminars anzutreten. Im Jahre 1894 wechselte Weitbrecht zur damaligen Technischen Hochschule Stuttgart, wo er als ordentlicher Professor der deutschen Literatur übernommen wurde und darüber hinaus die Hochschule in den Jahren 1902 bis zu seinem Tod 1904 in der Nachfolge von Jakob Johann von Weyrauch als deren Rektor leitete.
Während seiner Zeit als Diakon arbeitete er zusammen mit seinem Bruder Richard Weitbrecht, ebenfalls Schriftsteller, aber auch mit Eduard Paulus mehrere Bände mit Geschichten und Gedichten aus dem Schwabenland aus. Weitbrecht widmete sich schließlich verstärkt der eigenen schriftstellerischen Tätigkeit, wobei er allerdings jetzt schwerpunktmäßig Novellen aber auch Texte zu Kriegs- und Heimatliedern sowie erste literatur-historische Analysen herausgab. Seit seiner Zeit in Zürich versuchte sich Weitbrecht zusätzlich als Dramaturg mit einigen Werken und legte dabei in dem Buch: Das deutsche Drama seine dramaturgischen Anschauungen dar. Erst seit seiner Rückkehr nach Stuttgart betätigte sich Weitbrecht verstärkt als Literaturhistoriker, wobei ihm allerdings im Rahmen einer Buchrezension über seine beiden Bände der Deutschen Literaturgeschichte durch Rudolf Steiner antisemitische Ansichten vorgeworfen wurden. 
Carl Weitbrecht war verheiratet mit Julie Klemm (1852–1914) und hatte mit ihr drei Söhne und sechs Töchter. Seine Grabstätte befindet sich auf dem Pragfriedhof in Stuttgart-Nord.

## Werke (Auswahl)
- Lieder von Einem, der nicht mitdarf; Kriegslieder, Stuttgart, 1870
- Was der Mond bescheint. Gedichte zu Bildern von Hugo Knorr; Stuttgart, 1873
- Gedichte; Stuttgart. 1875, 3. Aufl. 1880;
- Was ist's mit der Sozialdemokratie ?,  Levy & Müller, Stuttgart, 1880
- Verirrte Leute; sechs Novellen, Stuttgart, 1882
- Nohmôl Schwôbagschichta; Stuttgart, 1882; Koautor: Richard Weitbrecht
- Gschichta'n aus'm Schwôbaland; Stuttgart 1877, 2. Auflage, 1883; Koautor: Richard Weitbrecht
- Schwäbische Dichterbuch; Stuttgart, 1883; Koautor: Eduard Paulus
- Geschichtenbuch; Stuttgart, 1884
- Kalenderstreit in Sindringen; Stuttgart, 1885
- Heimkehr; zwei Novellen, Stuttgart, 1886
- Sonnenwende; neue Dichtungen, Stuttgart, 1890
- Sigrun; Stuttgart, 1891
- Phaläna, das Leiden eines Buches; Zürich, 1892; 2. Auflage, Stuttgart, 1895
- Diesseits von Weimar. Auch ein Buch über Goethe; Stuttgart, 1895
- Doktor Schmidt, Lustspiel nach Friedrich Schiller, Stuttgart, 1896
- Schiller in seinen Dramen; Stuttgart, 1897
- Württemberg wie es war und ist. Geschildert in einer Reihe von vaterländischen Erzählungen aus Württembergs ältesten Tagen bis auf unsere Zeit. Mit Originalzeichnungen von A. Federer und Andere. 4 Bde. 11. Auflage, Stuttgart; Daser-Verlag, 1898
- Geschichten eines Verstorbenen; Adolf Bonz, Stuttgart, 1898
- Schwarmgeister; Tragödie, Stuttgart, 1900
- Das deutsche Drama, Berlin, 1900
- Schiller und die deutsche Gegenwart; Stuttgart, 1901
- Deutsche Literaturgeschichte des 19. Jahrhunderts; Georg Joachim Göschen’sche Verlagsbuchhandlung, Leipzig, 1901
- Deutsche Literaturgeschichte der Klassikerzeit; Georg Joachim Göschen’sche Verlagsbuchhandlung, Leipzig, 1901
- Gesammelte Gedichte; Stuttgart 1903